# Atlantidae
Die Atlantidae sind eine Familie der Pterotracheoidea (früher auch Heteropoda) innerhalb der Schnecken. Sie haben eine pelagische Lebensweise und leben räuberisch von Schnecken aus der Gruppe der Thecosomata.

## Merkmale
Die Familie beinhaltet kleine Formen (ca. 1 cm) mit einem rechtsgewundenen, durchsichtigen und flachen Gehäuse mit einem Kiel. Es erinnert etwas an ein Gehäuse von Planorbis. Gehäuse und Kiel können mineralisiert sein (Atlanta), oder auch nur das Gehäuse (Protatlanta) oder Gehäuse und Kiel sind nicht mineralisiert (Oxygurus). Sie können sich im Gegensatz zu den Vertretern der anderen Familien der Pterotracheidae noch komplett in das Gehäuse zurückziehen und die Gehäuseöffnung mit einem Operculum verschließen. Der Weichkörper ist gallertartig und durchscheinend. Die Tiere schwimmen mit Hilfe des in eine Flosse umgewandelten Fußes auf dem Rücken. Der Kopf weist eine Schnauze und ein Paar lange Tentakeln auf, die vor den Augen sitzen. Die Augen sind hoch entwickelt und sitzen etwas über der Kopfoberfläche. Sie besitzen eine Linse. Auf dem Schwimmfuß sitzt ein muskulöser Saugnapf, mit dem die Beute festgehalten wird. Die lange Radula besitzt 7 Elemente pro Querreihe; einen Mittelzahn sowie einen Lateralzahn und zwei Marginalzähne beiderseits des Mittelzahns. Die Tiere sind getrenntgeschlechtlich. Die Männchen übertragen die Spermapakete mit dem Begattungsorgan in die Mantelhöhle. Die Entwicklung verläuft über eine planktotrophe (planktonfressende) Veliger-Larve.

## Lebensweise und Ernährung
Die Vertreter der Familie leben ausschließlich pelagisch im offenen Meer. Sie ernähren sich bevorzugt von anderen Schnecken des Planktons (Thecosomata oder Pteropoda). Die Beute wird mit Hilfe der Tentakeln erfasst und mit Hilfe des Saugnapfes am Fuß festgehalten, während das Tier mit Hilfe der Radula Stücke aus der Beute beißt.

## Vorkommen
Die Arten der Überfamilie leben weltweit in den oberen 200 Meter der wärmeren Meere. Viele Arten unternehmen tägliche Wanderungen in der Wassersäule, vom flachen Wasser während des Tages in tiefere Wasserschichten während der Nacht. Die Tiere sind schwerer als Wasser, d. h. während des Tages schwimmen sie permanent, um in der Wassersäule nicht langsam abzusinken. Abends scheiden die Tiere dann Schleimfäden aus, die die Tiere in der Wassersäule schwebend halten.

## Systematik
Derzeit werden drei Gattungen zur Familie gestellt:
- Atlanta Leseur, 1817
- Oxygyrus Benson, 1835
- Protatlanta Tesch, 1908